# Małomiasteczkowy (album)
Małomiasteczkowy – trzeci album polskiego piosenkarza Dawida Podsiadły. Wydawnictwo ukazało się 19 października 2018 roku nakładem Sony Music Entertainment Poland. Materiał został wyprodukowany w całości przez Bartosza Dziedzica. Album reprezentuje stylistykę głównie indie pop oraz pop. Główną tematyką tekstów jest tęsknota oraz miłosne rozterki.
Małomiasteczkowy spotkał się z dobrym przyjęciem krytyków muzycznych. Recenzenci szczególnie chwalili przejście na lekkie tematy i przyjemne aranżacje muzyczne. Album odniósł ogromny sukces komercyjny, odnotowując wysokie wyniki odtworzeń w serwisach streamingowych i debiutując na pierwszym miejscu ogólnopolskiej listy sprzedaży OLiS. Album był najlepiej sprzedającą się płytą w Polsce w roku 2018 i 2019.
W ramach promocji wydawnictwa Podsiadło wyruszył w trzy trasy koncertowe Małomiasteczkowa Trasa, Wielkomiejski Tour oraz Leśna Muzyka Tour.

## Geneza, nagranie i wydanie

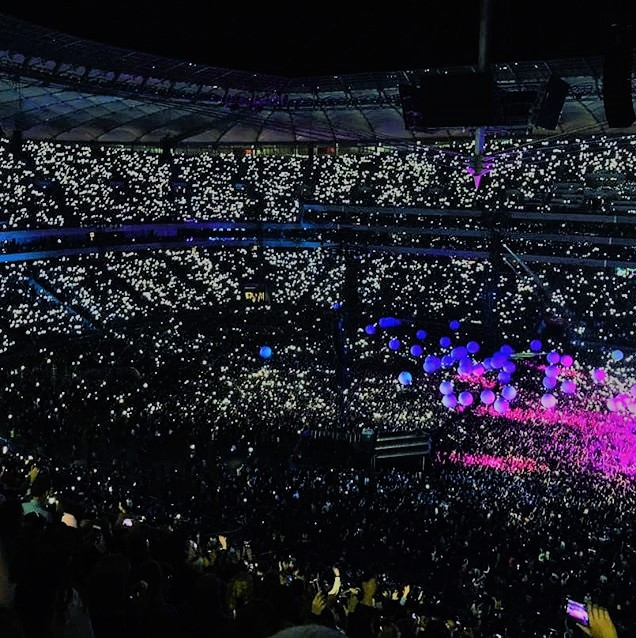
Wspólny koncert z Taco Hemingwayem na Stadionie Narodowym, 2019

Poprzedni album artysty, Annoyance and Disappointment, ukazał się w 2015 roku zbierając dobre oceny krytyków i odnosząc wielki sukces komercyjny sprzedając się w ponad 150 tys. egzemplarzy zdobywając diamentową płytę. Nagrania zostały również nominowane do nagrody Fryderyka a muzyk promował album w trasach Andante Cantabile Tour oraz Son of Analog Tour. Pod koniec roku artysta ogłosił zawieszenie kariery, polegające m.in. na rocznej przerwie od grania koncertów.
Nagranie albumu zajęło artyście około rok, nagrania zaczęły się na początku stycznia, a skończyły w czerwcu 2018 roku. Muzyk porzucił pracę nad muzyką z Bogdanem Kondrackim, który odpowiadał za produkcję poprzednich albumów, na rzecz współpracy z Bartoszem Dziedzicem⁣, który to wyprodukował całą muzykę na albumie. Za okładkę i oprawę graficzną albumu odpowiedzialni są Bartek Walczuk oraz Jacek Kołodziejski.
6 czerwca 2018 roku ukazał się pierwszy singiel pt. Małomiasteczkowy, a muzyk poinformował, że ma już nagrany cały album. 26 września Dawid otworzył specjalne konto na instagramie gdzie udostępniał informację na temat listy utworów na albumie. Dzień później płytę można było zamówić w przed sprzedaży przez stronę empiku. 5 października premierę miał drugi singiel pt. Nie ma fal. 19 października album trafił na półki sklepowe oraz został udostępniony w serwisach streamingowych. Również w dniu premiery, płytę można było zakupić bezpośrednio od artysty w kiosku przed Pałacem Kultury i nauki w Warszawie. 23 maja 2019 został udostępniony trzeci singiel z albumu, pt. Trofea. 2 września 2019 ukazał się ostatni singiel pt. Najnowszy klip. 29 listopada 2019 roku ukazała się reedycja albumu pt. Re:Małomiasteczkowy.
Album został pierwotnie wydany na CD i w dystrybucji cyfrowej. 4 października 2019, czyli prawie rok po premierze, ukazał się na płycie winylowej.

## Odbiór

### Krytyczny
Album zebrał dobre oceny w recenzjach.
Tomek Doksa z portalu Intera.pl przyznał płycie osiem gwiazdek na dziesięć, szczególnie chwaląc zmianę producenta oraz to, że cała płyta została nagrana w języku polskim. Krytyk Krzysztof Tragarz z portalu Noizz również pozytywnie ocenił nową płytę piosenkarza. Zwrócił uwagę, że płyta jest spójna i przyjemnie się ją słucha w całości. Anna Nicz z portalu SpidersWeb oceniła płytę na cztery w skali ocen pięć. W swojej recenzji napisała, że na polskim rynku komercyjnym dawno nie było tak dobrej i spójnej płyty oraz że Podsiadło zdeklasował konkurencję w 2019 roku. Krytyk Bartek Chaciński z portalu Polityka.pl przyznał płycie pięć gwiazdek na sześć, chwaląc ją za nietuzinkowość w porównaniu do reszty wydawnictw na polskim rynku. Również szczególnie pochwalił to, że artysta zdecydował się nagrać płytę w języku polskim.
Maciek Kacnarek ze Codziennej Gazety Muzycznej przyznał płycie maksymalną liczbę pięciu gwiazdek. W swojej recenzji wyróżnił lekkie teksty oraz pochwalił piosenkarza za zmianę producenta płyty, która wyszła mu na dobre. Krytyk muzyczny Patrycja Kotecka ze strony Muzykocholicy.pl oceniła płytę na dziewięć gwiazdek w skali na dziesięć. Pochwaliła artystę za dobry wybór singli oraz spójność na płycie. Krytyk Małgorzata Kilijanek z portalu Głos Kultury przyznała płycie maksymalną ilość dziesięciu gwiazdek. W swojej recenzji pochwaliła świetne lekkie teksty na płycie oraz to, że jest nagrana w języku polskim. Dominika Modżeń ze strony Allaboutmusic.pl przyznała płycie osiem gwiazdek na dziesięć. Szczególni wyróżniła dobry dobór singli oraz klimat, jaki Dawid Podsiadło stworzył na płycie.

### Komercyjny
Płyta zadebiutowała na pierwszym miejscu listy sprzedaży OLiS i łącznie utrzymywała się na pierwszym miejscu przez 4 tygodnie. Sześć dni po premierze albumowi przyznano status złotej płyty, a pięć dni później status platynowej za sprzedaż 30 tys. egzemplarzy. Ostatecznie album po spędzeniu na liście 122 tygodni uzyskał status podwójnie diamentowej płyty, rozchodząc się w ponad 300 tys. egzemplarzy, tym samym stał się drugim artystą w Polsce, który tego dokonał. Album był najlepiej sprzedającą się płytą w październiku oraz listopadzie 2018 roku, oraz w listopadzie w 2019 roku. Płyta była najlepiej sprzedającym się albumem w 2018 roku, wyprzedzając nawet płytę Soma 0,5 mg grupy Taconafide⁣, której sprzedaż również przekroczyła 150 tys. egzemplarzy.
Album uzyskał dwie nominacje do nagrody Fryderyków 2019 w kategorii Album roku pop oraz Najlepsza oprawa graficzna i w obu był laureatem nagrody. Płyta otrzymała również nagrodę Bestsellery Empiku 2018. Płyta była również najlepiej sprzedającym się albumem w 2019 roku, co jest pierwszym takim wyczynem w polskiej muzyce.

### Nagrody i nominacje
| Rok  | Kategoria                       | Nagroda                 | Rezultat |
| ---- | ------------------------------- | ----------------------- | -------- |
| 2019 | Album roku pop                  | Fryderyki 2019          | Wygrana  |
| 2019 | Najlepsza Oprawa Graficzna      | Fryderyki 2019          | Wygrana  |
| 2019 | Najpopularniejsza muzyka Polska | Bestsellery Empiku 2018 | Wygrana  |
| 2019 | Płyta roku                      | Onet - Najlepsi 2018    | Wygrana  |
| 2019 | Najlepsze okładki płyt          | Cover awArts 2018       | Wygrana  |

## Lista utworów
Opracowano na podstawie materiału źródłowego.
| Nr  | Tytuł utworu       | Tekst           | Producent        | Długość |
| --- | ------------------ | --------------- | ---------------- | ------- |
| 1.  | „Cantate Tutti”    | Dawid Podsiadło | Bartosz Dziedzic | 3:08    |
| 2.  | „Dżins”            | D. Podsiadło    | B. Dziedzic      | 5:11    |
| 3.  | „Małomiasteczkowy” | D. Podsiadło    | B. Dziedzic      | 3:24    |
| 4.  | „Najnowszy klip”   | D. Podsiadło    | B. Dziedzic      | 3:50    |
| 5.  | „Trofea”           | D. Podsiadło    | B. Dziedzic      | 3:46    |
| 6.  | „Nie ma fal”       | D. Podsiadło    | B. Dziedzic      | 3:58    |
| 7.  | „LIS”              | D. Podsiadło    | B. Dziedzic      | 4:30    |
| 8.  | „Co mówimy?”       | D. Podsiadło    | B. Dziedzic      | 3:38    |
| 9.  | „Nie kłami”        | D. Podsiadło    | B. Dziedzic      | 3:15    |
| 10. | „Matylda”          | D. Podsiadło    | B. Dziedzic      | 5:13    |
|     |                    |                 |                  | 39:53   |

| Re: Małomiasteczkowy | Re: Małomiasteczkowy                                 | Re: Małomiasteczkowy | Re: Małomiasteczkowy   | Re: Małomiasteczkowy |
| Nr                   | Tytuł utworu                                         | Tekst                | Producent              | Długość              |
| -------------------- | ---------------------------------------------------- | -------------------- | ---------------------- | -------------------- |
| 1.                   | „Cantate Tutti”                                      | Dawid Podsiadło      | Bartosz Dziedzic       | 3:08                 |
| 2.                   | „Dżins”                                              | D. Podsiadło         | B. Dziedzic            | 5:11                 |
| 3.                   | „Małomiasteczkowy”                                   | D. Podsiadło         | B. Dziedzic            | 3:24                 |
| 4.                   | „Najnowszy klip”                                     | D. Podsiadło         | B. Dziedzic            | 3:50                 |
| 5.                   | „Trofea”                                             | D. Podsiadło         | B. Dziedzic            | 3:46                 |
| 6.                   | „Nie ma fal”                                         | D. Podsiadło         | B. Dziedzic            | 3:58                 |
| 7.                   | „LIS”                                                | D. Podsiadło         | B. Dziedzic            | 4:30                 |
| 8.                   | „Co mówimy?”                                         | D. Podsiadło         | B. Dziedzic            | 3:38                 |
| 9.                   | „Nie kłami”                                          | D. Podsiadło         | B. Dziedzic            | 3:15                 |
| 10.                  | „Matylda”                                            | D. Podsiadło         | B. Dziedzic            | 5:13                 |
| 11.                  | „Matylda (Na żywo, Akustycznie)”                     | D. Podsiadło         | B. Dziedzic z zespołem | 5:14                 |
| 12.                  | „Najnowszy Klip (Na żywo, Akustycznie)”              | D. Podsiadło         | B. Dziedzic z zespołem | 4:11                 |
| 13.                  | „Małomiasteczkowy (Na żywo, Akustycznie)”            | D. Podsiadło         | B. Dziedzic z zespołem | 3:15                 |
| 14.                  | „Trójkąty I Kwadraty (Na żywo, Akustycznie)”         | D. Podsiadło         | B. Dziedzic z zespołem | 4:36                 |
| 15.                  | „Lis (Pro8l3m Remix)” (z gościnnym udziałem PRO8L3M) | D. Podsiadło         | B. Dziedzic · Steez    | 3:33                 |
| 16.                  | „Dżins (Pejzaż Remix)”                               | D. Podsiadło         | B. Dziedzic · Pejzaż   | 4:18                 |
| 17.                  | „Dżins (Greg Remix)”                                 | D. Podsiadło         | B. Dziedzic · Greg     | 4:41                 |
| 18.                  | „Dżins (I Left My Helicopter Sound Remix)”           | D. Podsiadło         | B. Dziedzic            | 5:16                 |
|                      |                                                      |                      |                        | 1:14:57              |

## Sprzedaż

### Pozycje w notowaniach OLiS
OLiS jest ogólnopolskim notowaniem, tworzonym przez agencję TNS Polska na podstawie sprzedaży albumów muzycznych na nośnikach fizycznych (nie uwzględnia zatem informacji o pobraniach w formacie digital download czy odtworzeniach w serwisach streamingowych).
| Tydzień | 1       | 2       | 3       | 4       | 5       | 6       | 7       | 8       | 9       | 10      | 11      | 12      | 13      | 14      | 15      | 16      |
| ------- | ------- | ------- | ------- | ------- | ------- | ------- | ------- | ------- | ------- | ------- | ------- | ------- | ------- | ------- | ------- | ------- |
| Pozycja | 1       | 1       | 1       | 1       | 3       | 3       | 2       | 3       | 2       | 4       | 4       | 5       | 5       | 10      | 11      | 7       |
| Źródło  | [ 3 ]   | [ 40 ]  | [ 41 ]  | [ 29 ]  | [ 42 ]  | [ 43 ]  | [ 44 ]  | [ 45 ]  | [ 46 ]  | [ 47 ]  | [ 48 ]  | [ 49 ]  | [ 50 ]  | [ 51 ]  | [ 52 ]  | [ 53 ]  |
| Tydzień | 17      | 18      | 19      | 20      | 21      | 22      | 23      | 24      | 25      | 26      | 27      | 28      | 29      | 30      | 31      | 32      |
| Pozycja | 8       | 11      | 11      | 9       | 9       | 11      | 14      | 11      | 13      | 15      | 18      | 14      | 21      | 16      | 7       | 9       |
| Źródło  | [ 54 ]  | [ 55 ]  | [ 56 ]  | [ 57 ]  | [ 58 ]  | [ 59 ]  | [ 60 ]  | [ 61 ]  | [ 62 ]  | [ 63 ]  | [ 64 ]  | [ 65 ]  | [ 66 ]  | [ 67 ]  | [ 68 ]  | [ 69 ]  |
| Tydzień | 33      | 34      | 35      | 36      | 37      | 38      | 39      | 40      | 41      | 42      | 43      | 44      | 45      | 46      | 47      | 48      |
| Pozycja | 7       | 11      | 3       | 8       | 5       | 5       | 6       | 6       | 5       | 11      | 7       | 10      | 9       | 7       | 7       | 11      |
| Źródło  | [ 70 ]  | [ 71 ]  | [ 72 ]  | [ 73 ]  | [ 74 ]  | [ 75 ]  | [ 76 ]  | [ 77 ]  | [ 78 ]  | [ 79 ]  | [ 80 ]  | [ 81 ]  | [ 82 ]  | [ 83 ]  | [ 84 ]  | [ 85 ]  |
| Tydzień | 49      | 50      | 51      | 52      | 53      | 54      | 55      | 56      | 57      | 58      | 59      | 60      | 61      | 62      | 63      | 64      |
| Pozycja | 6       | 10      | 8       | 5       | 1       | 1       | 1       | 10      | 10      | 5       | 7       | 4       | 6       | 4       | 7       | 5       |
| Źródło  | [ 86 ]  | [ 87 ]  | [ 88 ]  | [ 89 ]  | [ 90 ]  | [ 91 ]  | [ 92 ]  | [ 93 ]  | [ 94 ]  | [ 95 ]  | [ 96 ]  | [ 97 ]  | [ 98 ]  | [ 99 ]  | [ 100 ] | [ 101 ] |
| Tydzień | 65      | 66      | 67      | 68      | 69      | 70      | 71      | 72      | 73      | 74      | 75      | 76      | 77      | 78      | 79      | 80      |
| Pozycja | 10      | 6       | 6       | 14      | 17      | 17      | 16      | 40      | 41      | 44      | 36      | 29      | 12      | 25      | 14      | 12      |
| Źródło  | [ 102 ] | [ 103 ] | [ 104 ] | [ 105 ] | [ 106 ] | [ 107 ] | [ 108 ] | [ 109 ] | [ 110 ] | [ 111 ] | [ 112 ] | [ 113 ] | [ 114 ] | [ 115 ] | [ 116 ] | [ 117 ] |
| Tydzień | 81      | 82      | 83      | 84      | 85      | 86      | 87      | 88      | 89      | 90      | 91      | 92      | 93      | 94      | 95      | 96      |
| Pozycja | 18      | 17      | 11      | 7       | 16      | 7       | 8       | 6       | 7       | 13      | 4       | 10      | 4       | 9       | 25      | 17      |
| Źródło  | [ 118 ] | [ 119 ] | [ 120 ] | [ 121 ] | [ 122 ] | [ 123 ] | [ 124 ] | [ 125 ] | [ 126 ] | [ 127 ] | [ 128 ] | [ 129 ] | [ 130 ] | [ 131 ] | [ 132 ] | [ 133 ] |
| Tydzień | 97      | 98      | 99      | 100     | 101     | 102     | 103     | 104     | 105     | 106     | 107     | 108     | 109     | 110     | 111     | 112     |
| Pozycja | 27      | 22      | 24      | 35      | 35      | 45      | 49      | 48      | 40      | 3       | 4       | 3       | 20      | 18      | 14      | 22      |
| Źródło  | [ 134 ] | [ 135 ] | [ 136 ] | [ 137 ] | [ 138 ] | [ 139 ] | [ 140 ] | [ 141 ] | [ 142 ] | [ 143 ] | [ 144 ] | [ 145 ] | [ 146 ] | [ 147 ] | [ 148 ] | [ 149 ] |
| Tydzień | 113     | 114     | 115     | 116     | 117     | 118     | 119     | 120     | 121     | 122     | 123     | 124     | 125     | 126     | 127     | 128     |
| Pozycja | 16      | 17      | 16      | 18      | 18      | 23      | 14      | 16      | 20      | 17      | 15      | 17      | 15      | 15      | 17      | 15      |
| Źródło  | [ 150 ] | [ 151 ] | [ 152 ] | [ 153 ] | [ 154 ] | [ 155 ] | [ 156 ] | [ 157 ] | [ 158 ] | [ 159 ] | [ 160 ] | [ 161 ] | [ 162 ] | [ 163 ] | [ 164 ] | [ 165 ] |
| Tydzień | 129     | 130     | 131     | 132     | 133     | 134     | 135     | 136     | 137     | 138     | 139     | 140     | 141     | 142     | 143     | 144     |
| Pozycja | 14      | 11      | 19      | 21      | 20      | 21      | 27      | 26      | 20      | 28      | 31      |         |         |         |         |         |
| Źródło  | [ 166 ] | [ 167 ] | [ 168 ] | [ 169 ] | [ 170 ] | [ 171 ] | [ 172 ] | [ 173 ] | [ 174 ] | [ 175 ] | [ 176 ] |         |         |         |         |         |

| Miesiąc          | Pozycja |
| ---------------- | ------- |
| Październik 2018 | 1       |
| Listopad 2018    | 1       |
| Grudzień 2018    | 2       |
| Styczeń 2019     | 6       |
| Luty 2019        | 10      |
| Marzec 2019      | 10      |
| Maj 2019         | 10      |
| Czerwiec 2019    | 9       |
| Lipiec 2019      | 5       |
| Sierpień 2019    | 9       |
| Wrzesień 2019    | 9       |
| Październik 2019 | 2       |
| Listopad 2019    | 1       |
| Grudzień 2019    | 4       |
| Styczeń 2020     | 7       |
| Lipiec 2020      | 6       |
| Sierpień 2020    | 6       |
| Marzec 2021      | 5       |

| Rok  | Pozycja |
| ---- | ------- |
| 2018 | 1       |
| 2019 | 1       |
| 2020 | 15      |
| 2021 | 18      |
| 2022 | 47      |
| 2023 | 27      |
| 2024 | 38      |

### Certyfikaty ZPAV
Certyfikaty sprzedaży są wystawiane przez Związek Producentów Audio-Video za osiągnięcie określonej liczby sprzedanych egzemplarzy, obliczanej na podstawie kupionych kopii fizycznych i cyfrowych, a także odtworzeń w serwisach streamingowych
| Certyfikat          | Liczba egzemplarzy | Data                 |         |
| ------------------- | ------------------ | -------------------- | ------- |
| złota płyta         | 15 000             | 25 października 2018 | [ 30 ]  |
| platynowa płyta     | 30 000             | 30 października 2018 | [ 31 ]  |
| 2× platynowa płyta  | 60 000             | 5 grudnia 2018       | [ 31 ]  |
| 3× platynowa płyta  | 90 000             | 17 grudnia 2018      | [ 31 ]  |
| 4× platynowa płyta  | 120 000            | 16 stycznia 2019     | [ 200 ] |
| diamentowa płyta    | 150 000            | 1 lipca 2019         | [ 201 ] |
| 2× diamentowa płyta | 300 000            | 14 lipca 2021        | [ 202 ] |